# 에리크 폰토피단

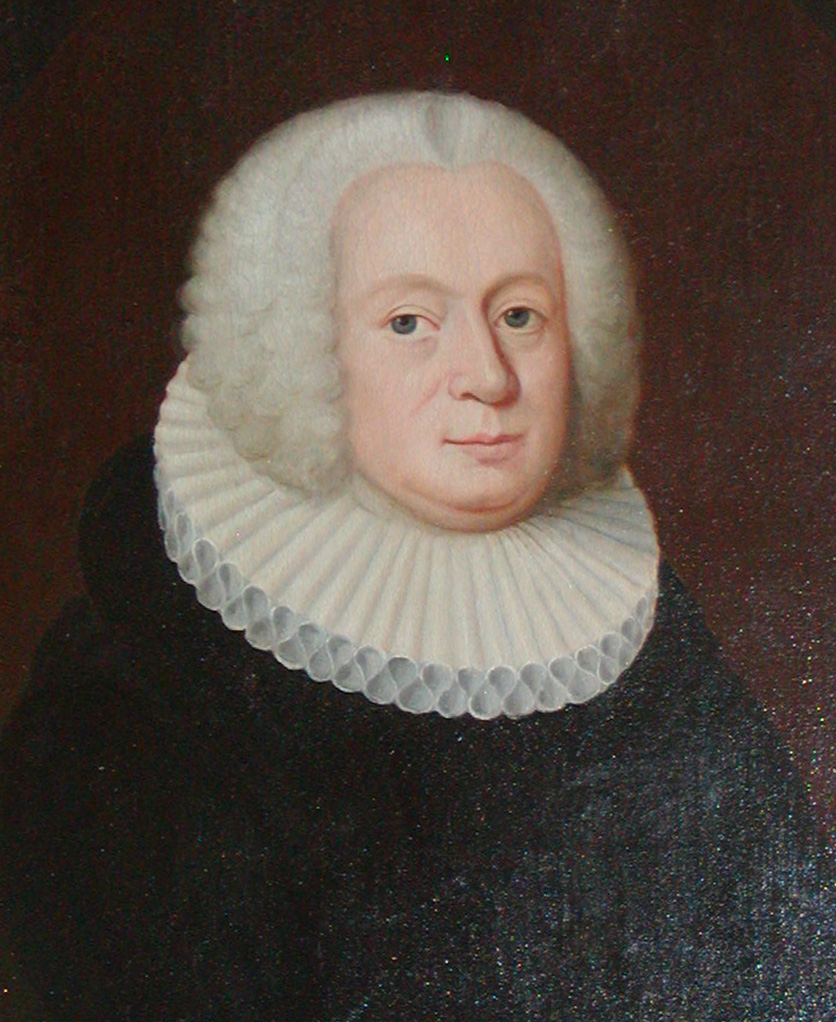

에리크 폰토피단(Erik Pontoppidan, 1698년 8월 24일 ~ 1764년 12월 20일)은 덴마크-노르웨이계 저자, 노르웨이 교회의 루터교 주교, 역사가이다. 그의 덴마크 교회의 교리문답은 1737년 출판 후 향후 대략 200년 기간 동안 덴마크와 노르웨이의 종교 사상에 상당한 영향을 미쳤다.

## 참고 문헌
- 본 문서에는 현재 퍼블릭 도메인에 속한 Schaff-Herzog Encyclopedia of Religious Knowledge 1914의 내용을 기초로 작성된 내용이 포함되어 있습니다.